# Standish (Gloucestershire)
Pour les articles homonymes, voir Standish.
Standish est une paroisse civile et un village du Gloucestershire, en Angleterre.